# Ilenia Pastorelli
Ilenia Pastorelli (Rome, 24 december 1985) is een Italiaans actrice.
In 2015 kreeg ze voor haar hoofdrol in Lo chiamavano Jeeg Robot de David di Donatello per la migliore attrice protagonista, de prijs voor beste actrice van de Premi David di Donatello.

## Filmografie
- 2015: Lo chiamavano Jeeg Robot (Gabriele Mainetti)
- 2016: Niente di serio (Laszlo Barbo)
- 2019: Non ci Resta Che il Crimine (Massimilano Bruno)
- 2022: Quattro Metà (Alessio Maria Federici)
- 2022: Occhiali Neri (Dario Argento)

## Prijzen en nominaties

### Prijzen

#### David di Donatello
- voor beste actrice 
  - 2015: Lo chiamavano Jeeg Robot

Voor dezelfde film kreeg ze ook de debuutprijs op het "Festival delle Cerase"

### Nominaties
Voor dezelfde film kreeg ze nominaties als beste actrice bij de "Globo d'oro" en "La Pellicola d'Oro"
- Gemeinsame Normdatei: 1203808429
- International Standard Name Identifier: 0000 0004 9895 221X
- Library of Congress Control Number: no2018002783
- MusicBrainz: d5e88d56-71f7-44c6-b406-da56c2b4d7c1
- Istituto Centrale per il Catalogo Unico: RAVV686073
- Système universitaire de documentation: 220973008
- Virtual International Authority File: 5935151304667149460004
- WorldCat: E39PBJpv7cX8VK7r7tMHmWTfv3